# Pyropteron (Pyropteron) ceriaeforme
Pyropteron (Pyropteron) ceriaeforme is een vlinder uit de familie wespvlinders (Sesiidae), onderfamilie Sesiinae.
Pyropteron (Pyropteron) ceriaeforme is voor het eerst wetenschappelijk beschreven door Lucas in 1849. De soort komt voor in het Palearctisch gebied.